# Représentations diplomatiques en Albanie
Les représentations diplomatiques en Albanie sont actuellement au nombre de 41. Il existe de nombreuses délégations et bureaux de représentations des organisations internationales et d'entités infranationales dans la capitale Tirana.

## Ambassades à Tirana
| - Autriche - Brésil - Bulgarie - Chine - Croatie - Tchéquie - Égypte - France - Allemagne - Grèce - Vatican - Hongrie - Iran - Israël - Italie - Japon - Kosovo - Koweït - Libye | - Monténégro - Pays-Bas - Macédoine du Nord - Palestine - Pologne - Qatar - Roumanie - Russie - Saint-Marin - Arabie saoudite - Serbie - Slovaquie - Slovénie - Espagne - Suède - Suisse - Turquie - Royaume-Uni - États-Unis |

## Missions diplomatiques
- Algérie
- Ordre souverain militaire et hospitalier de Saint-Jean de Jérusalem, de Rhodes et de Malte